# Studienkreis
Studienkreis ist ein 1974 gegründetes Nachhilfeunternehmen mit Sitz in Bochum. Neben der Schülerhilfe zählt der Studienkreis zu den führenden kommerziellen Anbietern von Nachhilfe in Deutschland und im deutschsprachigen Ausland. Etwa ein Drittel der rund 1000 Standorte wird als Franchise betrieben. Seit 2022 befindet sich das Unternehmen im Besitz der österreichischen GoStudent.

## Geschichte

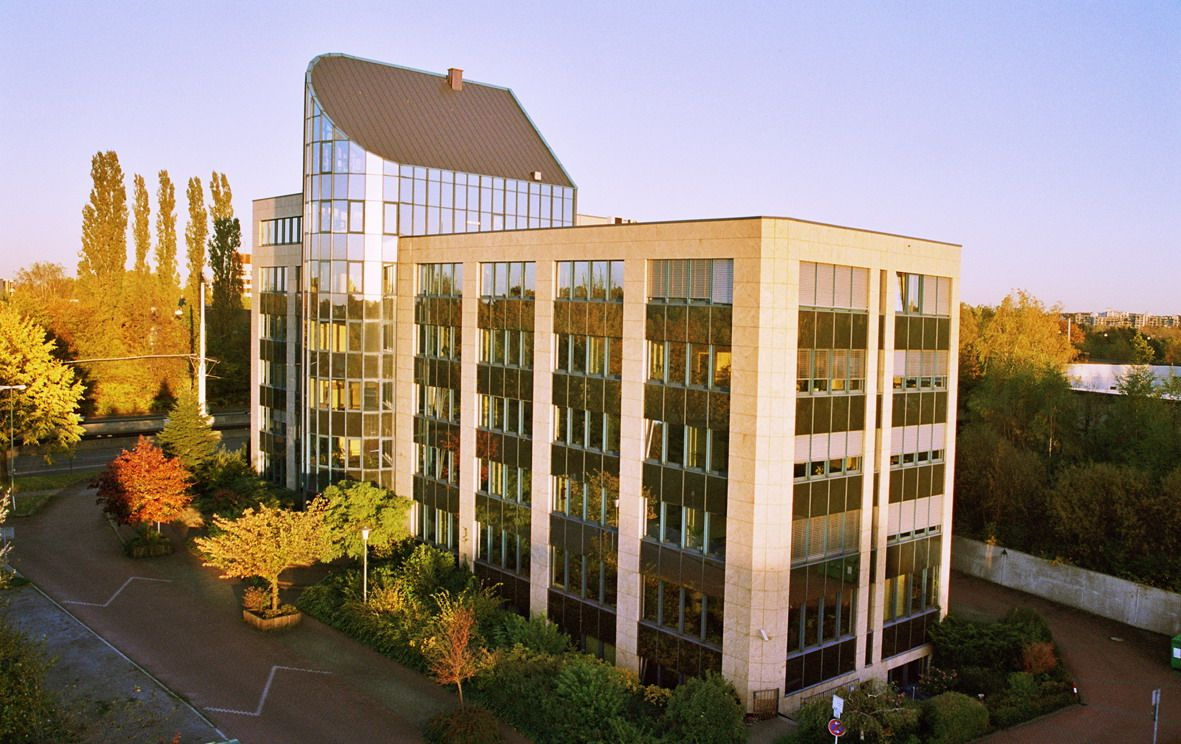
Studienkreis-Zentrale in Bochum

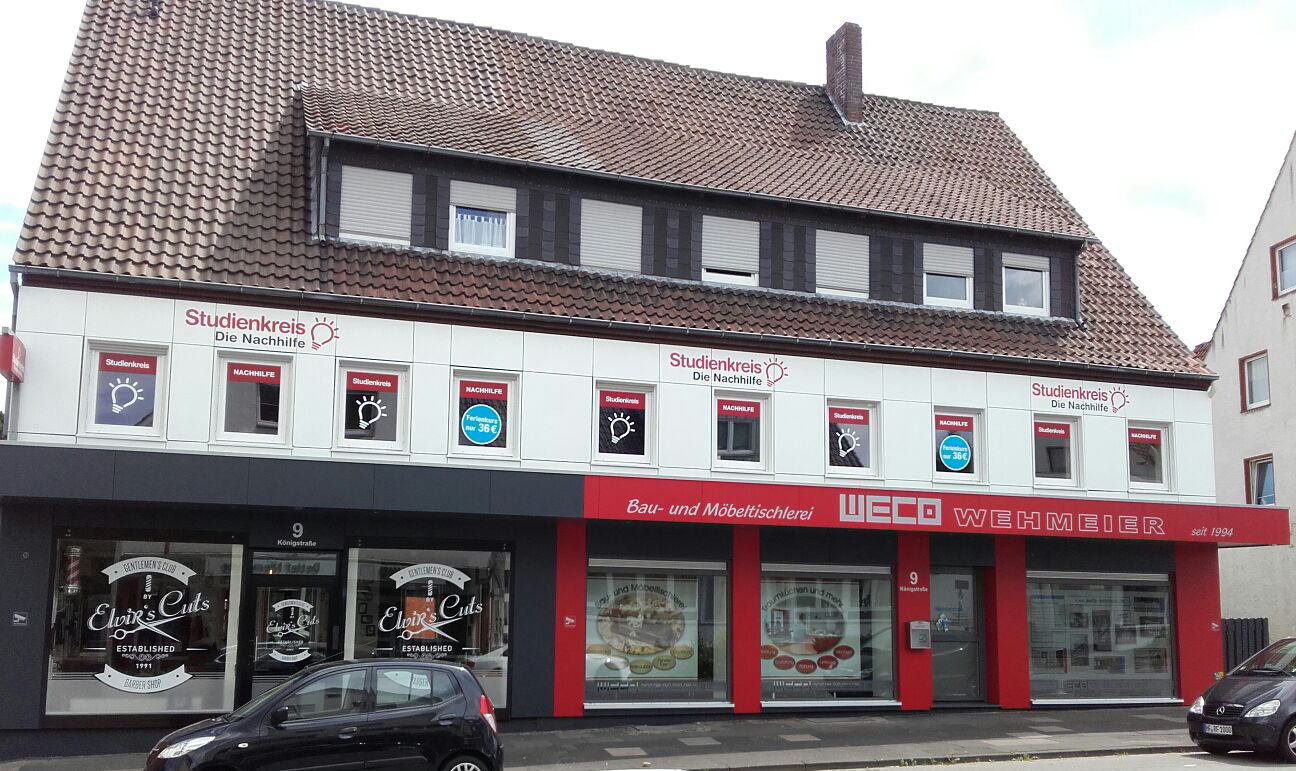
Studienkreis-Filiale in Löhne

Der Studienkreis wurde 1974 von Jürgen Hüholdt im Ruhrgebiet gegründet. In den folgenden Jahren eröffneten weitere Filialen im gesamten Bundesgebiet, 1982 wurde der 100. Standort gegründet. Seit Mitte der 1980er Jahre  wurden neue Nachhilfeschulen zum Teil auch als Franchiseunternehmen gegründet und in der „Studienkreis Gesellschaft für Franchise- und Partner-Systeme GmbH“ (seit 2005: Studienkreis Partnersysteme GmbH) zusammengefasst. Alle Standorte nutzen einheitliches Lehrmaterial lediglich mit länder- und landesspezifischen Anpassungen, seitdem der Studienkreis 1987 den Verlag für Didaktik und 1988 eine Redaktion für Lehrmaterialien gründete.
In den 1990er Jahren expandierte der Studienkreis in die neuen Bundesländer und ins benachbarte Ausland (Österreich, Luxemburg, Schweiz). Mit rund 1.000 Nachhilfeschulen, davon knapp die Hälfte an Franchise-Standorten, belegte der Studienkreis in Deutschland im Jahr 1999 Platz zehn unter den Ketten mit den meisten Franchisenehmern. Die Firma hatte damit vergleichbar viele Niederlassungen wie die Fast-Food-Kette McDonald’s.
Ab 1991 schlossen sich 150 Franchisenehmer mit insgesamt 400 Nachhilfeschulen in dem Interessenverband „Arbeitskreis Selbständiger Studienkreis-Inhaber“ (ASS) zusammen, um die Zusammenarbeit der Franchisenehmer zu verbessern, deren Interessen gegenüber der Zentrale zu vertreten und die Qualität der Nachhilfeschulen zu verbessern.
2003 verkaufte Firmengründer Hüholdt das Unternehmen an den Cornelsen Verlag. Im Jahr 2012 hatte der Studienkreis einen Umsatz von 52 Millionen Euro, zusammen mit den Franchisepartnern rund 80 Millionen Euro. Zum 1. Januar 2013 verkaufte Cornelsen den Studienkreis an die Kapitalbeteiligungsgesellschaft Aurelius.
Nach der Übernahme durch Aurelius eröffnete der Studienkreis verstärkt neue eigene Standorte, vorzugsweise durch Kauf bestehender Nachhilfeinstitute. Bereits 2013 betrug der Anteil der Franchisenehmer nur noch 40 Prozent (von ehemals 50 %) und sank weiter auf gut ein Drittel im Jahr 2015.
Im September 2015 kaufte der Studienkreis die Website und die Technik der digitalen Lernplattform Tutoria (die Tutoria GmbH verblieb bei der Holtzbrinck-Gruppe).
Im Dezember 2017 verkaufte die Beteiligungsgesellschaft Aurelius den Studienkreis für 71,7 Millionen Euro an IK Small Cap I Fund, einen vom Private-Equity-Unternehmen IK Investment Partners aufgelegten Fonds.

## Unternehmensstruktur
Das Unternehmen besteht aus der Studienkreis GmbH mit Filialen im Eigenbetrieb sowie der 100%igen Tochtergesellschaft Studienkreis Partnersysteme GmbH, die als Systemzentrale für die Franchise-Partner fungiert.
Der Studienkreis zählt rund 1.000 Standorte in Deutschland, Luxemburg, Österreich und der Schweiz. Etwa ein Drittel der Schulen wird im Franchiseverfahren von Einzelunternehmern geleitet. In der Schweiz ist der Studienkreis ausschließlich über einen nationalen Masterfranchiser organisiert.
Insgesamt unterrichten für den Studienkreis rund 10.000 Lehrkräfte (überwiegend Honorarkräfte) jährlich etwa 100.000 Schüler, hauptsächlich in Mathematik, Englisch und Deutsch.
Neben Vor-Ort-Angeboten in der Nachhilfeeinrichtung bieten Tutoren Online-Einzelunterricht via Chat-Software mit Headset und Webcam an. Darüber hinaus richtete der Studienkreis online eine Hausaufgaben-„Soforthilfe“ und eine „Lernbibliothek“ ein. Seit Ende 2016 sind diese Dienste auch per App nutzbar.
Ab 2005 strebte der Studienkreis eine Zertifizierung aller Institute an. Nach Angaben des Unternehmens wurden rund 800 Studienkreise (Stand 2017) vom TÜV Rheinland nach einem Kriterienkatalog für Nachhilfeinstitute zertifiziert. Andere Nachhilfeunternehmen nutzen diese Zertifizierung nicht.

## Auszeichnungen
2016 wurde der Studienkreis zum vierten Mal in Folge in dem jährlichen Ranking der ServiceValue GmbH in Kooperation mit der Tageszeitung Die Welt und der Goethe-Universität Frankfurt als „Service-Champion Nr. 1 der Nachhilfeanbieter“ bezeichnet.

## Kontroversen und Kritik
Der 1991 gegründete „Arbeitskreis Selbständiger Studienkreis-Inhaber“ (ASS) kritisierte den Studienkreis für seiner Auffassung nach zu hohe Franchisegebühren in Höhe von 13 % des Gesamtumsatzes. Zudem sahen die Verträge Laufzeiten von zehn bis zwanzig Jahren vor. Vorzeitige Vertragsauflösungen waren nur gegen Zahlung einer Ablösesumme möglich.
Nachdem eine Franchisenehmerin gegen die damaligen Vertragsbedingungen geklagt hatte, erklärte das Landgericht Bochum im Jahr 1999 diese für sittenwidrig und rügte das Unternehmen. Der Studienkreis legte hiergegen Berufung ein, die vom OLG Hamm zurückgewiesen wurde. Die dagegen gerichtete Revision des Studienkreises wurde vom Bundesgerichtshof nicht angenommen, da die Rechtssache keine grundsätzliche Bedeutung und die Revision auch keine Aussicht auf Erfolg habe. Der Bundesgerichtshof teilte die Auffassung der Vorinstanzen, dass „der Vertrag der Parteien nach § 138 Abs. 1 BGB wegen sittenwidriger Knebelung ... nichtig“ sei.
Dieter Dohmen, Leiter des Forschungsinstituts für Bildungs- und Sozialökonomie in Berlin, kritisierte 2008 in einer vom Bundesministerium für Bildung und Forschung beauftragten Studie eine mangelnde Markttransparenz sowie die Oligopolisierung des Nachhilfemarktes vor allem zugunsten der beiden größten Anbieter Studienkreis und Schülerhilfe. Auffällig sei außerdem, „dass praktisch keine verlässlichen Informationen zur Qualifikation der bei den einzelnen Nachhilfeanbietern beschäftigten Lehrkräfte vorliegen“ und „dass die Anbieter zwar durchweg die hohe Professionalität ihrer Lehrkräfte betonen, zu deren tatsächlicher Qualifikation aber keine konkreten Angaben gemacht werden“. Auch die Zertifizierungsmaßnahmen versprächen nur wenig Aufklärung, da kein einheitliches Zertifizierungsverfahren für alle Anbieter bestehe.